# Джефф Бінгамен
Джессі Френсіс «Джефф» Бінгамен-молодший (англ. Jesse Francis "Jeff" Bingaman, Jr.; нар. 3 жовтня 1943, Ель-Пасо, Техас) — американський політик-демократ, сенатор США від штату Нью-Мексико з 1983 по 2013.
У 1965 році закінчив Гарвардський університет, потім вступив до Юридичної школи при Стенфордському університеті. Резервіст армії США у 1968–1974 роках.
Після річного стажу як помічника головного прокурора штату Нью-Мексико і дев'яти років приватної юридичної практики, Бінгамен був обраний у 1978 році на посаду головного прокурора шт. Нью-Мексико. У 1982 році був обраний до Сенату США. Переобирався у 1988, 1994, 2000 і 2006 роках. Бінгамен є завзятим захисником природних ресурсів і просуває програми з енергозбереження.
Бінгамен був у числі 25 сенаторів, які проголосували у жовтні 2002 року проти війни в Іраку.
Бінгамен одружений з Енн Ковакович Бінгамен (Anne Kovacovich Bingaman), також юристом за освітою. При президенті Клінтоні Енн Ковакович три роки очолювала Антитрестівське управління у Міністерстві юстиції США. У 1999 році отримав від компанії Global Crossing Corp. $ 2,5 млн за лобіювання більш сприятливого рішення по антитрестівському законодавству.
Син Джон М. Бінгамен, закінчивши Стенфордський університет, працює адвокатом у Нью-Мексико.
Сенатор Бінгамен за віросповіданням методист.